# Carl Frese
Carl Johann Georg Anton Frese (* 4. September 1790 in Ludwigslust; † 10. Dezember 1873 in Schwerin) war ein deutscher Sanitätsoffizier, zuletzt Generalarzt.

## Leben
Carl Frese war ein Sohn des am 7. Mai 1807 verstorbenen Hof- und Regimentschirurgus Carl Jacob Frese. Er erhielt die erste Schulbildung in Ludwigslust und besuchte dann von Michaelis 1806 bis Michaelis 1811 die Domschule in Schwerin. Im Wintersemester 1811/12 begann er sein Studium der Medizin an der Universität Berlin. Im März 1813 trat er als Freiwilliger in das neuerrichtete Mecklenburgische Fussjäger-Regiment. Er erhielt sein Offizierspatent als Seconde-Lieutenant am 29. April 1813. 1814 nahm er seinen Abschied und setzte seine Studien an der Universität Göttingen fort. In Berlin war er bereits Mitglied des Corps Pomerania geworden und in Göttingen wurde er 1814 gemeinsam mit seinem Bruder Franz Frese Mitglied des Corps Vandalia. Hier wurde er am 3. April 1817 zum Dr. med. promoviert. Nach einer Zeit in Wien bestand er am 31. März 1819 das Examen vor der medizinischen Fakultät in Rostock und wurde Regiments-Arzt in Ludwigslust. 1821 wurde er zum Hofchirurg ernannt; den Titel Hofrat erhielt er am 1. Januar 1834. 1843 erfolgte seine Beförderung zum Brigadearzt und Direktor sämtlicher mecklenburgischer Militär-Medizin-Anstalten zu Schwerin. Er stieg 1849 zum Generalarzt auf und wurde im folgenden Jahr 1850 zum Leibarzt des Großherzogs Friedrich Franz II. ernannt. 1855 erhielt er den Titel Geheimer Hofrat. 
Am 28. Juni 1864 wurde er wegen Invalidität verabschiedet.
Ida Masius, geb. Frese, war seine Tochter.

## Auszeichnungen
- Kriegsdenkmünze für 1813/15 (Preußen) mit der Schnalle
- Roter Adlerorden 3. Klasse
- Albrechts-Orden 3. Klasse
- Militär-Dienstkreuz in Gold für Offiziere nach 50-jähriger Dienstzeit
- Medaille für Kunst und Wissenschaft (Mecklenburg-Schwerin) in Gold

## Werke
- Kurzer Leitfaden zum Unterrichte der Unterofficiere, um bei vorkommenden plötzlichen Unglücksfällen den Soldaten in Abwesenheit des Arztes die erste Hülfe zweckmassig reichen zu können. Schwerin 1856